# Samba Sow
Samba Sow (* 29. April 1989 in Bamako) ist ein malischer ehemaliger Fußballspieler.

## Karriere

### Verein
Sow begann mit dem Vereinsfußball beim französischen Verein RC Lens. 2008 wurde er mit einem Profivertrag ausgestattet in den Mannschaftskader der ersten Mannschaft aufgenommen. Für die Profimannschaft spielte er bis zum Sommer 2013.
Zur Spielzeit 2013/14 wechselte er in die türkische Süper Lig zu Kardemir Karabükspor. Nachdem der Klub im Sommer 2015 den Klassenerhalt der Süper Lig verfehlt hatte, wechselte Sow zusammen mit seinem Teamkollegen Abdulaziz Demircan und Larrys Mabiala zum Erstligisten Kayserispor.
Am 1. August 2019 gab der englische Zweitligist Nottingham Forest die Verpflichtung des defensiven Mittelfeldspielers bekannt. Sow unterschrieb einen Zweijahresvertrag. Nach Verletzungsproblemen vor allem gegen Ende seines Engagements in Nottingham kehrte Sow nach Lens zurück, um dort in erster Linie für die B-Mannschaft zu agieren.

### Nationalmannschaft
Sow spielte zwischen 2009 und 2017 in der malischen Nationalmannschaft.